# Monotoma bicolor
Monotoma bicolor – gatunek chrząszcza z rodziny obumierkowatych.
Chrząszcz o ciele długości od 2 do 2,3 mm. Głowa ma lekko opadające ku dołowi nadustek i przód czoła, duże i półkoliste oczy oraz krótkie, acz dłuższe niż u M. brevicollis, nieco zgrubiałe i zaokrąglone skronie. Zagłębienia na bokach głowy nie występują. Przedplecze jest prostokątne w zarysie, o szeroko zaokrąglonych kątach przednich i pozbawionych płatowatego wyrostka kątach tylnych. Powierzchnia przedplecza jest matowa i gęsto punktowana, zaopatrzona w słabo widoczne bruzdki boczne. Powierzchnia pokryw jest silnie punktowana, matowa i porośnięta owłosieniem.
Owad ten zasiedla rozkładającą się materię roślinną. Występuje m.in. w pryzmach kompostowych, sianie, słomie i bocianich gniazdach. Owady dorosłe spotykane są cały rok, niekiedy przylatują do światła.
Chrząszcz pierwotnie palearktyczny, rozsiedlony od Makaronezji przez Europę, Afrykę Północną i Bliski Wschód po Syberię. Ponadto znany z krainy australijskiej. W Europie stwierdzony został w Portugalii, Hiszpanii, Francji, Irlandii, Wielkiej Brytanii, Belgii, Holandii, Niemczech, Szwajcarii, Liechtensteinie, Austrii, Włoszech, Malcie, Danii, Szwecji, Finlandii, Łotwy, Polsce, Czechach, Słowacji, Węgrzech, Białorusi, Ukrainie, Rosji, Rumunii, Chorwacji, Bośni i Hercegowinie oraz Grecji.